# Théorie de Landau
En physique, la théorie de Landau est une théorie des transitions de phases. Elle doit son nom au théoricien russe Lev Landau. Cette théorie repose sur un développement polynomial de l'énergie libre en fonction d'un paramètre, appelé paramètre d'ordre, au voisinage de la transition.
Cette théorie s'applique aux transitions de phases marquées par la perte de certains éléments de symétrie. La forme du potentiel de Landau est alors contrainte par les symétries des phases en présence, et peut être donnée par la théorie des groupes. De fait, la théorie de Landau constitue la première application de la théorie des groupes à la thermodynamique.
Les principes généraux de la théorie ont été posés par Lev Landau en 1937. Par la suite, différentes travaux ont appliqué cette théorie générale à des cas plus spécifiques qu'on désigne parfois par des noms légèrement différents : théorie de Ginzburg-Landau pour les supraconducteurs, théorie de Landau-Devonshire pour les ferroélectriques etc.

## Caractéristiques générales de la théorie
La théorie de Landau est une théorie locale. Elle a été pensée comme une approximation valable au voisinage de la transition, c'est-à-dire pour des très petites valeurs du paramètre d'ordre. Toutefois, il peut arriver que le domaine de validité de la théorie couvre une gamme très étendue.
La théorie de Landau est une théorie phénoménologique : elle ne permet pas de prédire ex nihilo une transition de phase dans un système quelconque comme le ferait par exemple un calcul ab-initio. En revanche, partant d'une transition de phase identifiée expérimentalement, elle est capable de décrire de manière cohérente l'ensemble des phénomènes micro- et macroscopiques accompagnant cette transition : changement de symétrie cristalline, anomalies de diverses propriétés physiques (constante diélectrique, chaleur spécifique etc.). Elle permet aussi de construire des diagrammes de phases qui récapitulent les domaines de stabilités des différentes phases prédites par symétrie.
Enfin, la théorie de Landau est une théorie du champ moyen : les interactions microscopiques sous-jacentes ne sont pas prises en compte de manière détaillée mais seulement en moyenne. De la sorte, la théorie ne peut prendre en compte les fluctuations du paramètre d'ordre autour de sa valeur d'équilibre. Or, ces fluctuations peuvent être significatives au voisinage de la transition.

## Concepts de la théorie de Landau

### Paramètre d'ordre
Dans la phase de haute symétrie, d'après les postulats de la thermodynamique, il est possible de caractériser complètement le système par la donnée d'un petit nombre de variables d'état (disons pour fixer les idées la pression et la température). A la transition, il y a perte de certaines propriétés de symétrie. La donnée de la pression et de la température ne suffit plus à caractériser l'état du système. On a donc besoin dans cette phase d'une variable supplémentaire : c'est le paramètre d'ordre. Ce paramètre introduit un terme supplémentaire à l'énergie totale, de sorte que la phase de haute symétrie n'est plus thermodynamiquement stable.

### Potentiel (ou développement) de Landau
Le paramètre d'ordre apporte sa contribution à l'énergie totale du système. C'est cette contribution supplémentaire qui déséquilibre la phase de haute symétrie. La théorie de Landau ne s'intéresse donc pas au potentiel thermodynamique total mais uniquement à cette contribution supplémentaire. L'hypothèse centrale de la théorie de Landau est de l'écrire sous forme d'une série, appelée développement de Landau, au voisinage de la transition. En notant {\displaystyle Q} le paramètre d'ordre, on peut l'écrire en toute généralité :
{\displaystyle L(Q)=A_{1}\,Q+{\frac {A_{2}}{2}}\,Q^{2}+{\frac {A_{3}}{3}}\,Q^{3}+\ldots }
La théorie des groupes permet, à partir des symétries des phases avant et après la transition, de montrer que certains coefficients de ce développement sont nécessairement nuls. Le nombre de termes à inclure dans le développement dépend du problème considéré. 
Par exemple, pour le modèle d'Ising, le paramètre d'ordre est le spin moyen. En l'absence de champ extérieur, l'énergie du système ne change pas sous l'effet d'une inversion. Elle ne peut donc dépendre que des termes pairs du paramètre d'ordre soit : 
{\displaystyle L(Q)={\frac {A_{2}}{2}}\,Q^{2}+{\frac {A_{4}}{4}}\,Q^{4}+\dots }
Pour les cristaux liquides, le paramètre d'ordre ne peut être un vecteur (les molécules ont un centre du symétrie, donc n'ont pas de différences haut-bas). Il faut un tenseur Q de trace nulle, construit à partir de la direction d'orientation des molécules. L'énergie est indépendant par toute rotation, et dépend de la trace des puissances de Q (le terme linéaire est donc nul par construction). Finalement : 
{\displaystyle L(Q)={\frac {A_{2}}{2}}\,Q^{2}+{\frac {A_{3}}{3}}\,Q^{3}+{\frac {A_{4}}{4}}\,Q^{4}}

Les valeurs des coefficients non nuls peuvent être affinées à partir de données expérimentales au voisinage de la transition.
Comme pour un potentiel thermodynamique, la valeur à l'équilibre du paramètre d'ordre est donnée par
{\displaystyle {\frac {\partial L}{\partial Q}}=0}
et la condition de l'équilibre stable correspond à une dérivée seconde positive.

### Susceptibilité
En thermodynamique de manière générale, les propriétés (élastiques, diélectriques etc.) d'un système sont données par les dérivées secondes du potentiel thermodynamique. Dans la théorie de Landau, la susceptibilité, habituellement notée {\displaystyle \chi }, élargit cette notion aux propriétés régies par le paramètre d'ordre. Elle est définie par
{\displaystyle {\frac {1}{\chi }}={\frac {\partial ^{2}G}{\partial Q^{2}}}}
et intervient dans l'étude des propriétés du système au voisinage de la transition.